# Nikolai Nikolajewitsch Rjumin
Nikolai Nikolajewitsch Rjumin (russisch Николай Николаевич Рюмин, wissenschaftliche Transliteration Nikolaj Nikolaevič Rjumin; * 5. September 1908 in Moskau; † 17. November 1942 in Omsk) war ein bedeutender sowjetischer Schachspieler.

## Leben
Rjumin erlernte die Regeln des Schachspiels während seiner Schulzeit in Moskau. Er war während des internationalen Moskauer Turniers 1925 Helfer in der Organisation und bediente eines der Demonstrationsbretter. Wie er später selbst mitteilte, war es das scharfe Angriffsspiel des Mexikaners Carlos Torre, dessen Partien er zugeteilt worden war, sowie insbesondere dessen Sieg über Emanuel Lasker, was sein Interesse an einer professionellen Schachkarriere geweckt hatte.
Rjumin trat ab 1929 in Erscheinung, nachdem er bei der Moskauer Stadtmeisterschaft Zweiter geworden war. Im Jahr darauf wiederholte er diesen Erfolg und gewann die renommierte Meisterschaft anschließend in den Jahren 1931, 1933/34 und 1935. Den Titel des Jahres 1931 errang Rjumin nach einem Stichkampf mit Nikolai Grigorjew, den er mit 6,5:1,5 deutlich schlug. Im Jahr 1931 erhielt er den Titel Meister des Sports der UdSSR verliehen.
Im selben Jahr verbuchte er den größten Erfolg seiner Karriere: Er wurde Zweiter hinter Michail Botwinnik bei der Landesmeisterschaft der UdSSR. Insgesamt beteiligte er sich an vier sowjetischen Meisterschaften, wobei sein geteilter 3.–4. Platz 1934/35 ebenfalls eine herausragende sportliche Leistung darstellt. Er nahm außerdem an den internationalen Turnieren Leningrad 1934 (unter Beteiligung von Max Euwe – Rjumin wurde geteilter 2.-3., Botwinnik siegte), Moskau 1935 und 1936 sowie in Göteborg 1935 (1. Platz) teil.
Im Jahr 1936 wurde bei Rjumin eine Tuberkulose diagnostiziert, und er war gezwungen, das professionelle Spielen aufzugeben. In der Folge widmete er sich der Schachorganisation und der Popularisierung des Schachspiels in der Sowjetunion. 1940 wurde ihm der Titel Verdienter Meister des Sports verliehen. Mehrere Jahre arbeitete er in der Schachabteilung des Obersten Sowjets für Fiskultur und Sport in Moskau. 1942 wurde er, vom Kriegsdienst freigestellt, nach Sibirien evakuiert, wo er im Omsker Pionierpalast Schachunterricht gab. Er erlag dort seiner Krankheit.
Rjumins Spielstil zeichnete sich durch „große Dynamik und glänzende Angriffsführung“ aus, was ihn zahlreiche „Schönheitspreise“ gewinnen ließ.